# Mombello di Torino
Mombello di Torino és un comune (municipi) de la ciutat metropolitana de Torí, a la regió italiana del Piemont, situat a uns 15 quilòmetres a l'est de Torí. A 1 de gener de 2019 la seva població era de 390 habitants.
Mombello di Torino limita amb els següents municipis: Moncucco Torinese, Arignano, Moriondo Torinese i Riva presso Chieri.